# Unité de production cinématographique Bretagne
L'Unité de production cinématographique Bretagne ou UPCB est un collectif de cinéma documentaire militant, actif en Bretagne de 1971 à 1981.

## Description
Depuis 1945, René Vautier, Nicole Le Garrec et Félix Le Garrec parcourent le monde pour documenter des luttes sociales et anti-coloniales. En 1971, René Vautier originaire de Camaret-sur-Mer s'installe à Plonéour-Lanvern. Ils ont alors l'idée de créer un collectif en Bretagne afin de documenter leur propre réalité. Le collectif prend la forme juridique d'une SARL en 1974. René Vautier apporte au collectif ses connaissances techniques et son expérience professionnelle de cinéaste militant. Nicole Le Garrec apporte sa connaissance du milieu breton. Elle fait le lien avec les personnes du terroir, notamment les luttes ouvrières. Antoine Bonfanti, Bruno Muel, Théo Robichet, Nicole le Garrec, Félix le Garrec, Nedjma Scialom, René Vautier font partie du collectif. Ils sont animés par la volonté de faire du cinéma documentaire militant en dehors de Paris.
Certains films sont produits par le collectif. D'autres sont intégrés au catalogue pour diffusion. Le catalogue Du colonialisme au socialisme comprend les documentaires sur les luttes ouvrières en Bretagne, produits par le collectif, des films sur la Tanzanie, sur la Rhodésie, l'Amazonie, le Larzac, la Corse, les questions sociales et féministes, sur l'immigration en France.
Le premier long métrage réalisé par le collectif Quand tu disais Valéry, sort en 1976 et raconte les luttes des ouvriers en 1975 à Trignac. Il est réalisé  avec le Centre de Culture Populaire de Saint-Nazaire et l’appui des sections syndicales de l'usine, CGT et CFDT. Le film est commandé par les ouvriers en lutte et financé en partie par eux. Le film suit leur lutte pendant quatre mois. Il donne la parole aux ouvriers.
En 1975, Soazig Chappedelaine et René Vautier tournent Quand les femmes ont pris la colère. Il s'agit d'un documentaire sur le parcours de douze femmes d’ouvriers de l’usine Tréfimétaux, à Couëron. Pour marquer leur solidarité avec leurs maris en grève, elles envahissent le bureau du directeur. Elles obtiennent en deux heures ce que leur mari réclamaient depuis des mois. La direction de l'usine porte plainte. Douze femmes sont inculpées de séquestration. Elles demandent à l'UPCB de documenter leur lutte. Le film témoigne de l’émergence d’une prise de conscience collective, à la fois féministe et ouvrière.
En mars 1978, l’UPCB tourne Marée noire, colère rouge à la suite du naufrage de l'Amoco Cadiz sur les côtes bretonnes.
Faute de moyen, l'UPCB cesse son activité en 1981. En dix ans d'activité, l'Unité de production de cinéma Bretagne réalise dix longs métrages et de nombreux courts métrages.
Parallèlement à cette production décentralisée, l'UPCB lance en 1974 le projet de conserver la production audiovisuelle de la Bretagne. À la même période, le Musée de Bretagne collecte les films professionnels et semi-professionnels. André Colleu collecte des films amateurs pour témoigner du patrimoine de la région. Ces trois initiatives vont donner lieu à la création de la cinémathèque de Bretagne en 1986, rassemblant l'ensemble des trois collections.